# 小城子西山墓群
小城子西山墓群，位于中国河北省承德市小城子，为承德市滦平县的一个省级文物保护单位，类型为古墓葬，公布时间为1982年7月23日。
小城子西山墓群的历史年代为战国、汉。